# Revue de la filière mathématiques
La RMS, aussi appelée Revue de la filière mathématiques, est une revue mathématique française trimestrielle fondée en 2004 pour prendre la suite de la Revue de mathématiques spéciales, fondée en 1890 par Henry Vuibert. Elle est éditée par RDE (Rue des Écoles).
La revue a pour objectif de promouvoir et développer l'enseignement des mathématiques, et d'éclairer son public sur des questions d'histoire des sciences et de recherche fondamentale par la publication régulière d'articles, de questions et réponses, de comptes rendus bibliographiques et de notes de cours.
Fidèle à sa vocation historique, la RMS publie les principales épreuves de mathématiques des concours, notamment : Olympiades, concours général, concours d'entrée aux Écoles normales supérieures et à l'École polytechnique, CAPES et agrégation.